# Migrations à Marseille
Marseille est une ville dont la population actuelle s'est construite sur des vagues migratoires importantes successives, les plus significatives étant celles des Provençaux de l'arrière-pays et des Italiens dans la seconde partie du XIXe siècle, des Arméniens et des Corses au début du XXe siècle, puis des Maghrébins (incluant Arabes, Pieds-noirs et Juifs) et des Comoriens dans la seconde moitié du XXe siècle.
Marseille, « ville-carrefour », est une cité de migrations diverses, temporaires ou permanentes, ainsi qu'un lieu d'accueil et de passage pour de nombreux migrants et réfugiés. Son histoire est intimement liée à celle de son port, qui fait d'elle un lieu de transit, d'arrivée et de départ, ainsi qu'une étape pour beaucoup de voyageurs quittant l'Europe ou y faisant escale.
Les vagues migratoires successives ont construit l'identité de la ville et défini sa population actuelle comme un « peuple pluriel ». Troisième ville arménienne, première ville corse et première ville comorienne du monde, troisième ville juive d'Europe, avec d'importantes communautés maghrébines, pieds-noirs et italiennes, Marseille est l'une des villes les plus cosmopolites du pourtour méditerranéen.

## Histoire des migrations

### Les prémices

#### Antiquité
Marseille a elle-même été fondée par des migrants, des colons grecs venus de Phocée en Ionie (actuelle Turquie) qui débarquent sur les rives du Lacydon autour de 600 av. J.-C. pour y fonder la cité de Massalia. Le mythe fondateur s'inscrit dans l'image de terre d'accueil, d'exil et de métissage que représente Marseille. Le mariage de l'étranger Protis avec la princesse autochtone Gyptis symboliserait l’alliance des deux peuples, où l'étranger se fond parmi les indigènes. Prôtis « d'hôte devient gendre » nous dit d'ailleurs Trogue Pompée dans son récit de la fondation.

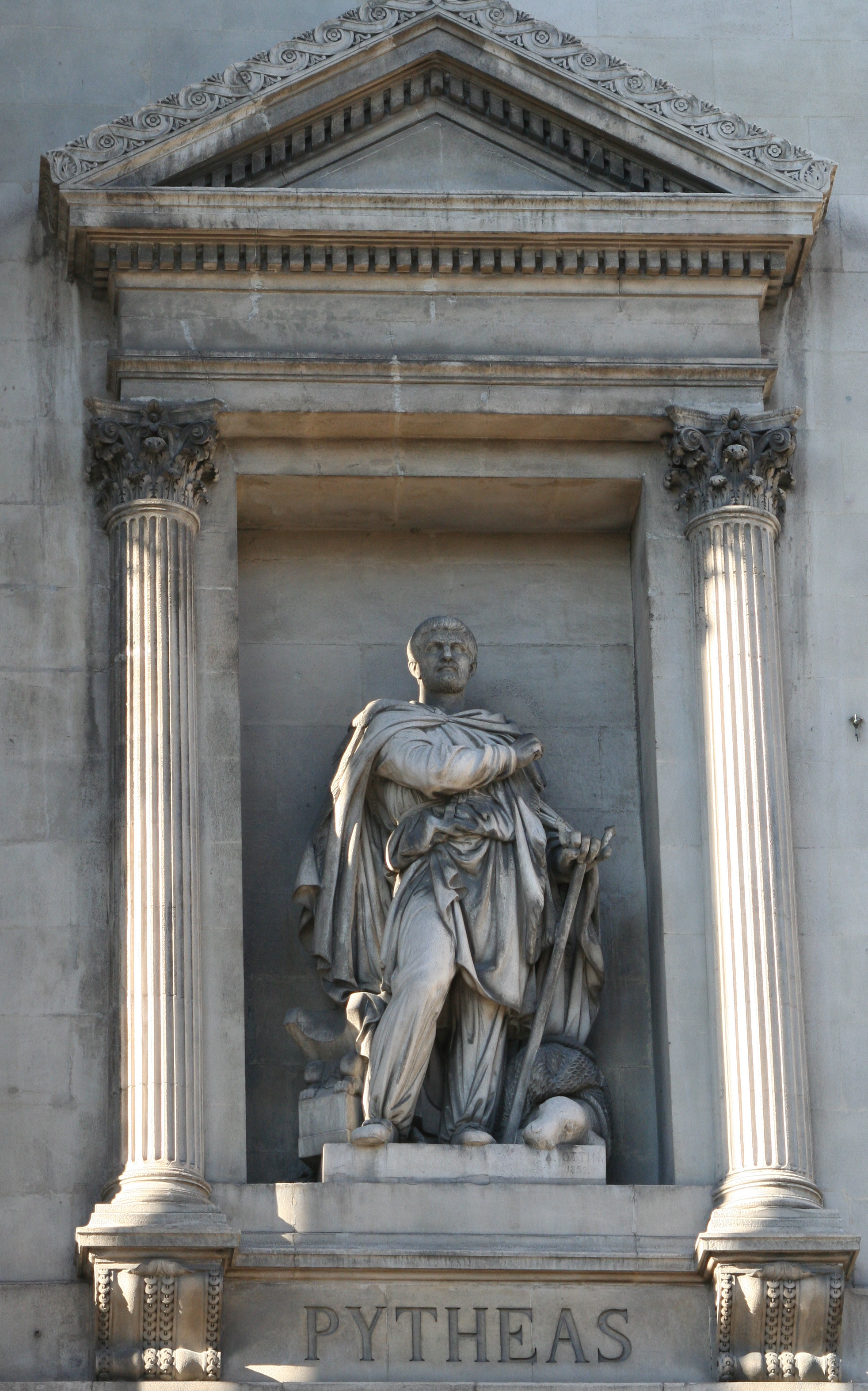
Le voyageur et explorateur massaliote Pythéas atteint les côtes britanniques depuis Marseille dans l'Antiquité.

Le mythe rentre également dans l'imaginaire collectif, où la ville apparait depuis longtemps comme une « terre promise » pour les migrants, un lieu où, selon Jean-Claude Izzo, « n'importe qui, de n'importe quelle couleur, pouvait descendre d'un bateau [...] et se fondre dans le flot des autres hommes [...] Marseille appartient à ceux qui l'habitent. »
Au cours de l'Antiquité, Marseille a été une ville de départ pour plusieurs d'explorateurs massaliotes célèbres. Euthymènes quitte Massalia au VIe siècle av. J.-C. et longe les cotes africaines jusqu'à, sans doute, l'actuel Sénégal ; tandis que son compatriote Pythéas rapporte des témoignages précieux sur le mode de vie des populations de la Grande-Bretagne et des peuples germaniques de la mer du Nord.

#### Haut Moyen Âge
Du Ve siècle jusqu'au Moyen Âge, Marseille est un lieu saint important de l'Europe chrétienne. Elle possède alors un certain rayonnement spirituel dans le monde chrétien. Reconnue comme une ville de moines, on vient s'y installer pour sa pieuté.

### Moyen Âge
Au XIVe siècle, le monde des travailleurs marseillais est ouvert aux immigrants : sur 730 ouvriers et apprentis, la moitié sont étrangers à la cité, un tiers de Provençaux et le reste se répartit entre Français, Italiens, quelques Ibériques musulmans, quelques Anglais et Flamands, et même quelques Grecs.

#### Les Juifs de Marseille
Les Juifs sont 2 000 à Marseille avant la peste noire puis 1 000 à fin du XIVe siècle, soit 10 % environ des habitants.
Ville de savants juifs aux XIIe et XIIIe siècles, la communauté israélite est intégrée dans la vie socio-économique marseillaise du Moyen Âge tardif. Elle entretient des relations avec les Chrétiens et ils ne sont pas considérés des citoyens de seconde zone, malgré des interdictions qui ne sont que partiellement appliquées. Il semble que les Juifs de Marseille sont à l'époque attachés à leur religion de manière positive, et non en réaction à l'hostilité des autres habitants comme on l'observe dans d'autres lieux à la même époque .
Après l’édit d’expulsion générale des juifs de France de Philippe le Bel en 1306, le comté de Provence indépendant est perçu par les Tsarfatim (les « Juifs du royaume de France ») comme « une autre Judée », selon l'expression d'Armand Lunel. Pourtant, l'accueil des réfugiés semble avoir été limité à Marseille. Les sources latines ne donnent aucune trace d'immigration juive massive dans la ville au lendemain des persécutions de 1306. Bien que rare, l'immigration des quelques groupes de Juifs confirme l'aire de rayonnement de Marseille pour la diaspora.
En 1482, par le jeu des successions, le comté de Provence tombe entre les mains du royaume de France et ils sont expulsés de Provence par un édit de Louis XII le 31 juillet 1501. Ils ne reviendront officiellement qu'à la fin du XVIIIe siècle avec l'émancipation des Juifs de France.

### Une ville de voyageurs et de marchands (XVIe–XVIIIesiècle)

#### XVIesiècle
Au XVIe siècle à Marseille, différents réseaux commerciaux du bassin méditerranéen se croisent dans la ville et le grand commerce engendre une immigration continue, à tel point que le conseil municipal s'oppose en 1489 à l'expulsion des Génois et des Milanais qui laisserait la ville presque dépeuplée. Bien que cet argument soit exagéré, il est vrai que l'on observe un afflux de « marchands nobles » italiens qui dominent le grand commerce marseillais. Dans les années 1540 et 1550, la guerre de Corse provoque l'arrivée massive de capitaines, mariniers et marchands corses ; et la ville reçoit un flux constant de la Provence intérieure et du terroir.

« Ville frontière et portuaire, (...) Marseille est au XVIe siècle une cité-transit qui attire visiteurs et pèlerins, voyageurs de passage et personnages importants. »

— Wolfgang Kaiser
Marseille accueille également de nombreux visiteurs et voyageurs étrangers, dont certains à la présence importante mais éphémère : François Ier, Charles IX, Catherine de Médicis ou le pape Clément VII. Dans le regard des grands, Marseille se réduit aux divertissements qu'on leur offre dans le port. On compte également nombre d'érudits, de pèlerins, d'étudiants et de savants, souvent plus impressionnés au cours de leur visite par le site naturel exceptionnel de la ville que par son architecture.

#### XVIIIesiècle
Grand port de commerce au XVIIIe siècle, Marseille a attiré de nombreux négociants européens. Beaucoup de Suisses, d'Italiens, d'Allemands, d'Anglais, de Hollandais et de Grecs sont déjà présents dans l'activité économique à cette période.
La présence suisse à Marseille est attestée dès la fin du XVIe siècle. Et si le recensement de 1685 n'indique que 32 Suisses dans la ville, ils y sont connus pour leur rôle important dans la formation de la communauté protestante. Au XVIIIe siècle, ils représentent plus d'un tiers des négociants établis à Marseille et, entre 1751 et 1780, la moitié des étrangers inhumés. Le XIXe siècle va cependant marquer leur déclin progressif et en 1931 on ne dénombre plus que 1 600 Suisses à Marseille.
À la fin du XVIIIe siècle, Michel Vovelle estime que les Italiens sont déjà 5 à 6 000, pour une population totale de 100 000 habitants. Ils représentent alors 70 % des étrangers résidents dans la ville. Cependant, il faut attendre la seconde moitié du siècle suivant pour voir leur nombre s'accroitre significativement.
L'immigration économique précédant le XIXe siècle concerne surtout les Provençaux de l'arrière-pays jusqu'à la Haute Provence et le Bas-Dauphiné quittant les campagnes pour la ville.

### «L'invasion italienne» (XIXesiècle)

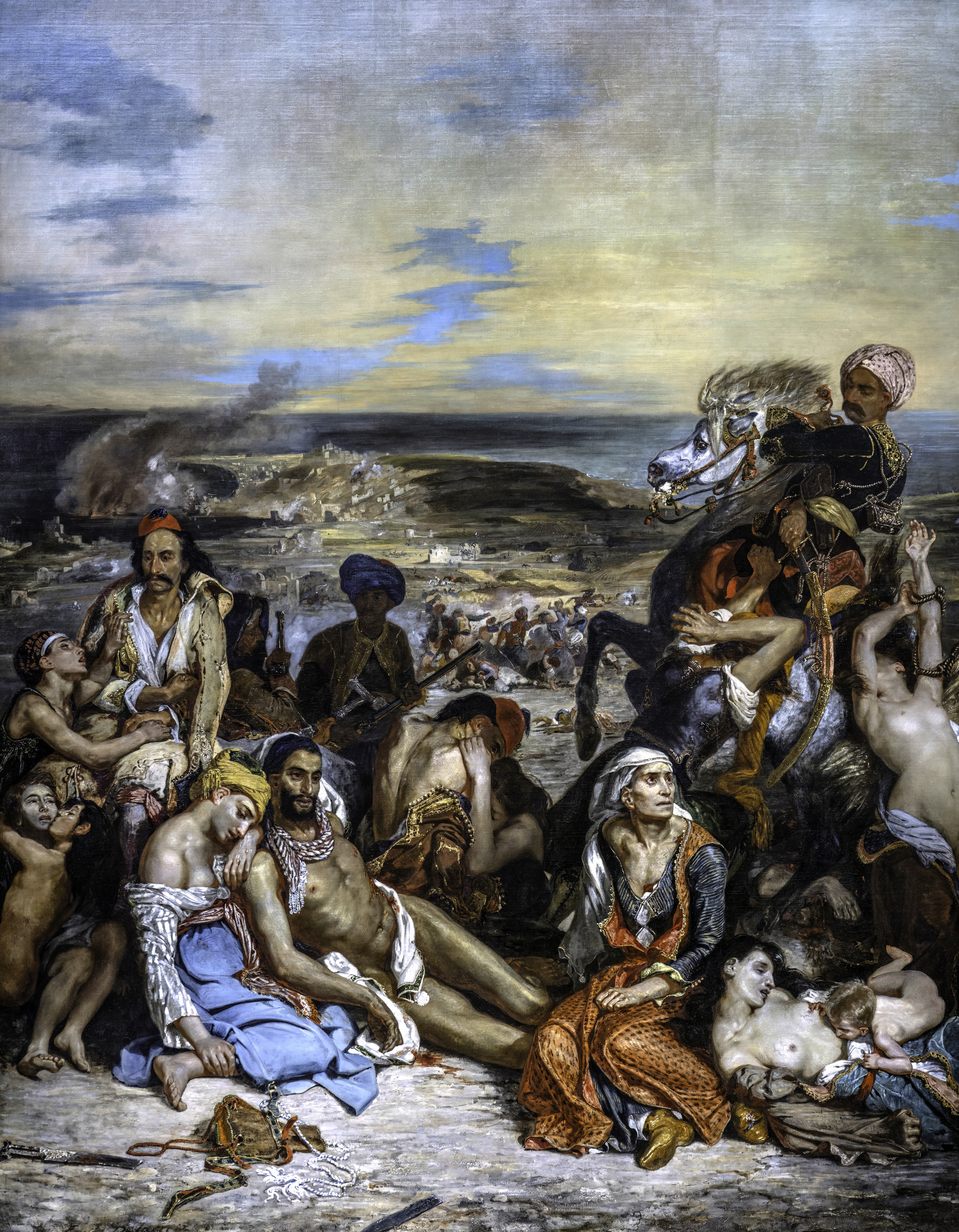
Les massacres ottomans contre les Grecs au début du XIXe siècle poussèrent nombre d'entre eux vers le port de Marseille.

Dès la Restauration émerge une véritable communauté grecque à Marseille. De nombreuses familles négociantes, surtout originaires de Constantinople, Chio et Smyrne viennent grossir les rangs d'une population déjà présente au siècle précédent. En effet, profitant des blocus anglais durant la Révolution française et des guerres napoléoniennes, les Grecs battant sous pavillon neutre ravitaillent la ville en blé et accaparent une partie des intérêts commerciaux marseillais dans le Levant et les Échelles. À cela s'ajoute la suppression du droit de 20 % sur les marchandises importées du Levant sous drapeau non français en 1815 et les représailles violentes des Turcs contre le peuple hellénique durant la guerre d'indépendance grecque débutée en 1821. On parle alors d'une véritable « aristocratie commerciale » grecque à Marseille aux XVIIIe siècle et XIXe siècle.
À partir du milieu du XIXe siècle, parallèlement au déclin des industries traditionnelles, une industrie nouvelle se concentre autour de la ville. L'explosion des activités portuaires et la construction de la voie ferrée du PLM nécessitent une main d'œuvre importante que la Haute-Provence, foyer d'immigration et réservoir humain traditionnels de la ville, ne peut plus fournir. La croissance de Marseille est donc alimentée, à partir de ce moment, par une immigration extérieure et étrangère.

À partir de 1850 et jusqu'à l'entre-deux-guerres, l'immigration italienne va croître de manière spectaculaire. La ville voit alors arriver de nombreux transalpins qui viennent occuper les emplois industriels. Parfois mal accueillis par les ouvriers locaux, ils sont la cible de violences et de manifestations hostiles qui augmentent à partir des années 1880, avec par exemple les Vêpres marseillaises de 1881. À cette époque, la France assiste à une hausse de la xénophobie et, à partir de 1890, ce phénomène semble s'aggraver à Marseille. Dans Marseille, Porte du Sud (1927), Albert Londres écrit avec « malice et un brin d'inquiétude » : 

« Un jour, pour calmer mon esprit en proie au doute, j'ai dû acheter une géographie et contrôler de mes yeux que Marseille était bien dans un département qui s'appelait Bouches-du-Rhône. J'ai fermé la géographie. Le lendemain, je l'ouvris de nouveau. Marseille était dans les Bouches-du-Rhône, cependant les Bouches-du-Rhône devaient être en Italie. Et bien ! non, ce département était en France »

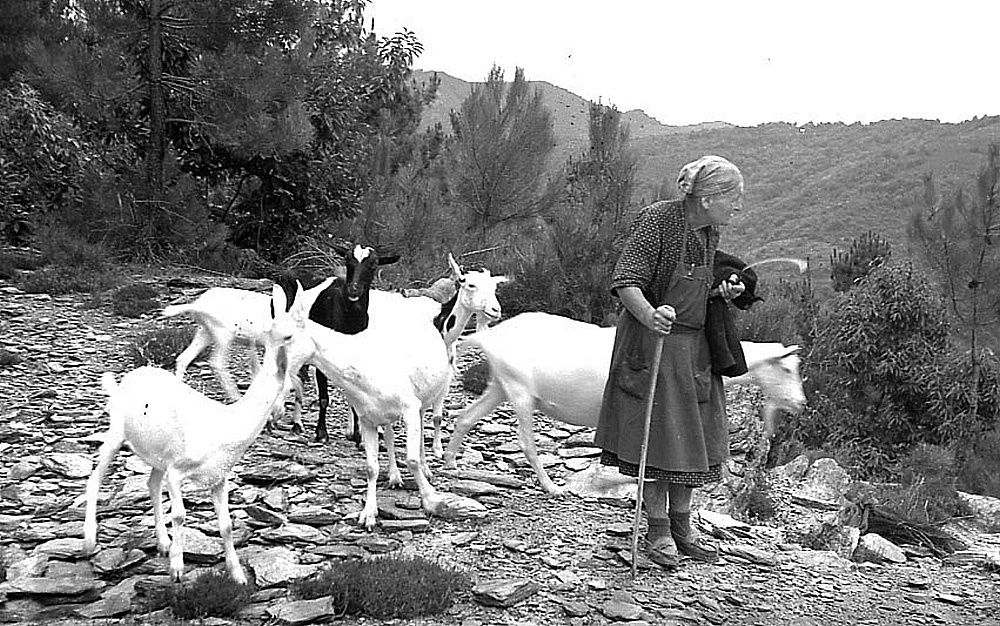
La Haute Provence, foyer traditionnel de l'immigration provençale. Ici, une chevrière dans les années 1930.

Les historiens Émile Temime et Renée Lopez parlent « d'invasion italienne » entre les années 1850 et 1914 tant leur immigration est importante. En 1934, ils sont 127 000 dans la ville, où ils représentent environ les deux tiers de la population étrangère. À partir de cette période, la politique anti-exode du gouvernement fasciste nouvellement au pouvoir freine considérablement ce mouvement. Il y aurait dans les années 2000 environ 300 000 personnes d'origine italienne à Marseille, soit environ 35 % de la population, ce qui ferait des Italiens la première communauté d'origine étrangère de la ville.
La migration provençale prend elle aussi de l'ampleur. Les « gavots » viennent principalement depuis les Alpes provençales et de la Provence littorale, et dans une moindre mesure de la vallée du Rhône. Des migrations corses et languedociennes, plus faibles, sont également à noter. Aux Juifs provençaux et du bassin méditerranéen ayant déjà émigré à Marseille au cours du XIXe siècle s'ajoutent des réfugiés juifs lorrains et alsaciens qui fuient la débâcle militaire de 1870. Les étrangers forment alors les deux-tiers de la population juive marseillaise et contribuent largement à sa croissance. Lorsque les « provinces perdues » d'Alsace-Lorraine sont annexées à l'Empire Allemand, Marseille passe au deuxième rang des communautés israélites françaises, derrière celle de Paris.

### La première moitié duXXesiècle: diversification des flux migratoires

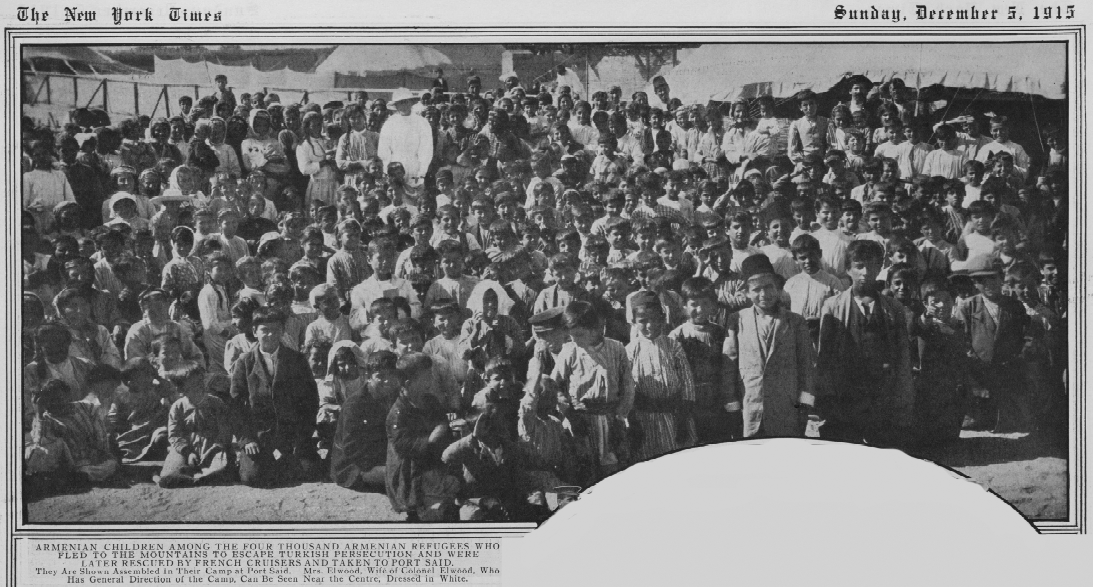
Beaucoup des réfugiés arméniens fuyant le génocide arrivent à Marseille au début du XXe siècle.

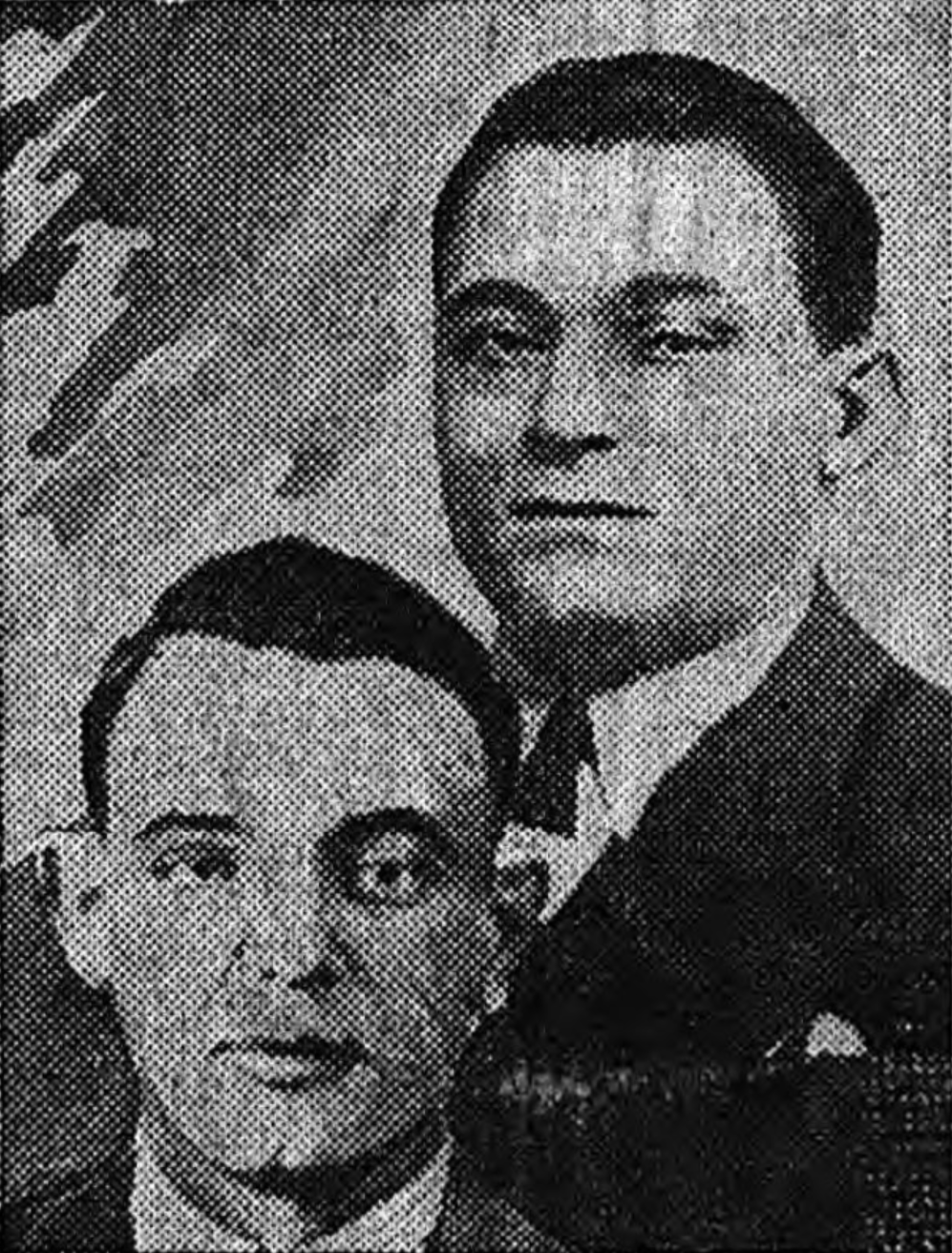
Le parrain corse Paul Carbone, à droite de l'Italien François Spirito.

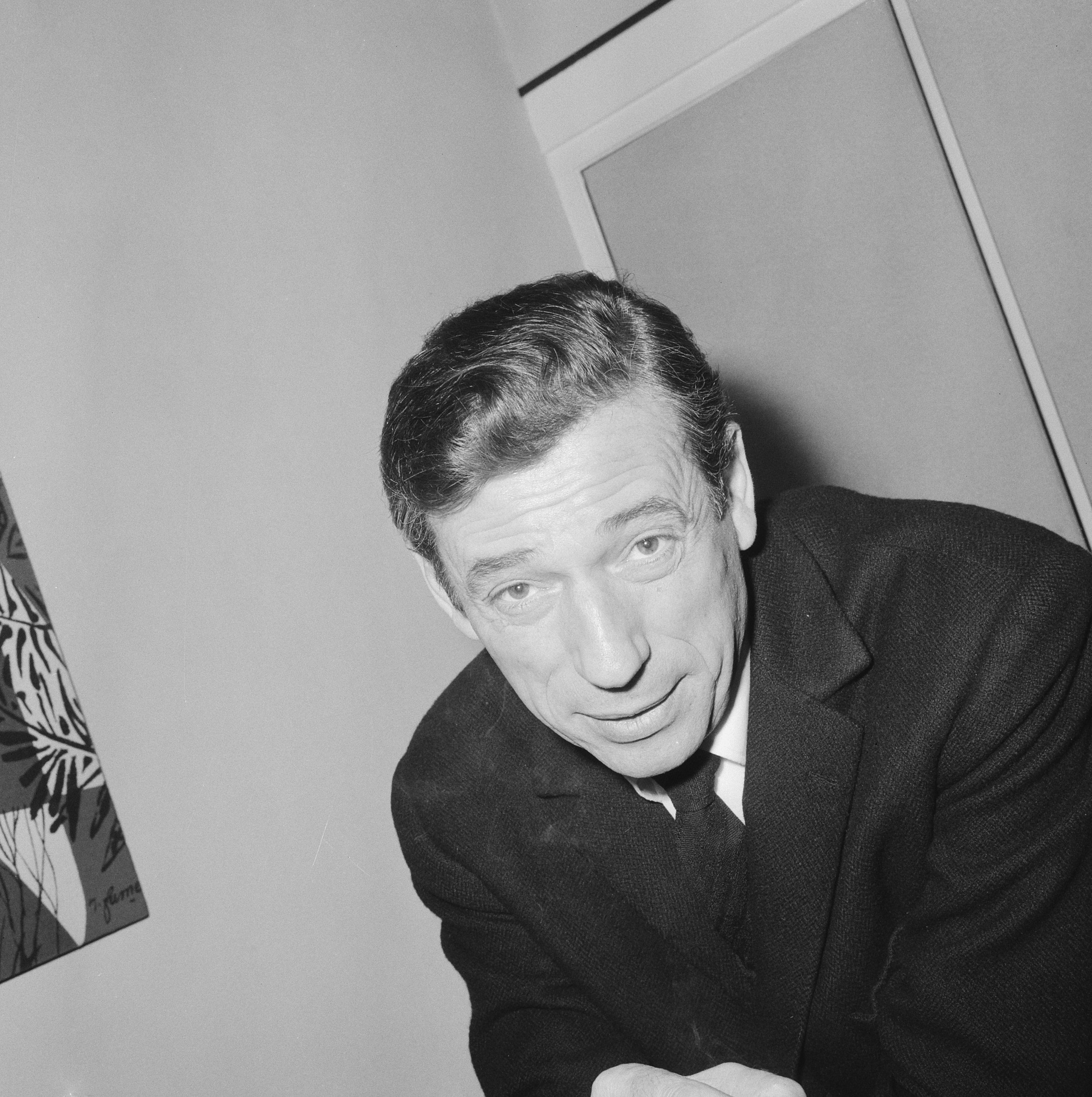
La famille d'Yves Montand, venue d'Italie, a immigré à Marseille lorsqu'il avait deux ans.

A la fin du XIXe siècle les premiers mouvements ouvriers revendicatifs se développent chez les ouvriers français et étrangers à Marseille, notamment chez les dockers Italiens en 1883 et 1900.  En 1907 les ouvriers italiens sous-payés et souvent en grève, poussent les employeurs à recruter des travailleurs kabyles. En 1910, pour contrer les grèves dans les raffineries de sucre, des non-grévistes et travailleurs kabyles sont embauchés, provoquant la colère des ouvriers français et italiens. En 1912, Marseille comptait plus de 2 000 ouvriers kabyles, représentant parfois la moitié du personnel dans certaines entreprises . Ce recrutement n’apparaît pas comme une surprise, le patronat étant conseillé par certains anthropologues français depuis le XIXe. siècle. Ainsi l'anthropologue Emile Masqueray, cité en 1984 dans L’immigration algérienne en France par Gilette et Sayad, déclare : « En cas d’excès des forces vives, des milliers d’ouvriers kabyles et Chaouia iraient offrir leurs bras en France à la place des Italiens et des Espagnols. »
Au début de la première guerre mondiale, on estime la population Kabyle en France à 13 000 personnes, majoritairement à Marseille. C’est pourquoi pendant la Première Guerre mondiale, la ville de Marseille et la Chambre de commerce envisagent la construction d’un « village kabyle » pour loger cette population, projet transmis à la direction des raffineries de Saint-Louis avant d’être abandonné . 
Dans les années 1930, on observe une nouvelle augmentation du nombre d'étrangers et un renouvellement de la population qui renforce le caractère cosmopolite de la ville. Ainsi en 1935, si la part de la population italienne reste considérable (15 % du total et 60 % des étrangers), elle est en recul par rapport aux décennies précédentes. En effet, trois nouveaux groupes d'arrivants lui succèdent au début du XXe siècle : les Arméniens, les Espagnols et les Corses.
Les Arméniens arrivent essentiellement entre 1923 et 1928, quittant les pays voisins de la Turquie actuelle dans lesquels ils s'étaient provisoirement réfugiés pour fuir le génocide. À l’exception de la période de guerre qui vient de s'achever, la ville n’avait jamais accueilli en si peu de temps autant de réfugiés. On estime que débarquent alors 60 000 immigrés arméniens, même si tous ne s’installeront pas à Marseille. À partir de la première arrivée massive en novembre 1922, beaucoup vivent d'abord dans des camps de transit. Parmi ceux-ci, le camp Oddo devient vite un lieu de résidence, les réfugiés s'organisent et, malgré une situation précaire, parviennent à s’intégrer peu à peu à la vie socio-économique du département. Certains continuent de pratiquer leur savoir faire artisanal, par exemple dans le tissage et le nouage des tapis en créant des sociétés comme Tapis-France-Orient, à Saint-Jérôme, qui emploie plusieurs centaines d'ouvrières. À Marseille, ils forment des noyaux villageois dans les quartiers de Beaumont, Saint-Loup ou Sainte-Marguerite, entre autres. Si la population s’est depuis dispersée dans toute la ville au fil des années, certains quartiers comme Beaumont abritent encore une communauté importante. Dans les années 2010, on estime que vivent entre 80 000 et 100 000 descendants d’Arméniens à Marseille, soit environ 10 % de la population de la ville,.
Au cours de la Première Guerre mondiale, Marseille connait un fort afflux de main d’œuvre espagnole pour pallier l’absence des hommes partis au front. Ils sont 20 000 en 1932, soit 2,5 % de la population marseillaise. Mais ces immigrés s'installent généralement de manière temporaire et après 1930 et l’avènement de la République, on assiste à un retour des immigrés vers leur pays d’origine. Il sera par ailleurs difficile pour les familles restantes de revenir en Espagne à la suite de la guerre civile, la Seconde Guerre mondiale et la fermeture de la frontière pyrénéenne jusqu’en 1948,.
Au début du XXe siècle, fuyant la crise économique d'une île à dominante agro-pastorale, de nombreux Corses s'établissent dans les quartiers traditionnels d'immigration autour du Vieux-Port. Après la Seconde Guerre mondiale et la destruction d'une partie des Vieux-Quartiers qu'ils habitaient, ils se dispersent dans toute la ville et connaissent une progression sociale visible : nombreux sont devenus fonctionnaires, avocats ou médecins. À l'inverse, quelques-uns d'entre eux s'introduisent dans le milieu marseillais. En 1965, on estimait que plus de 100 000 Corses vivaient à Marseille, ce qui lui valait alors le surnom de « capitale des Corses ».
Dans les années 1930, l'arrivée de milliers de Juifs ashkénazes fuyant les persécutions et les pogroms de l'Europe de l'Est, combinée aux difficultés de la Grande Dépression, a engendré une hausse de l'antisémitisme en France, et à Marseille en particulier. Même les Juifs français, qui incarnent la petite bourgeoisie marseillaise, voient d'un mauvais œil l'arrivée de ces réfugiés, souvent acculturés et ne parlant pas le français. À l'invasion allemande en 1940, ce sont les Juifs d'Alsace-Lorraine, puis de la région parisienne et d'ailleurs en France occupée qui rejoignent, entre autres, Marseille, plus grande ville de la Zone libre. La population est estimée à environ 30 000 israélites en 1941 et le quotidien Le Matin la surnomme alors « la nouvelle Jérusalem de la Méditerranée. »

### Depuis les années 1950: décolonisation et immigration africaine
| Pays de naissance des immigrés | Population (2014) |
| ------------------------------ | ----------------- |
| Algérie                        | 41 987            |
| Tunisie                        | 10 918            |
| Maroc                          | 8 411             |
| Comores                        | 7 889             |
| Italie                         | 4 927             |
| Turquie                        | 4 497             |
| Espagne                        | 2 717             |
| Portugal                       | 2 382             |
| Roumanie                       | 2 308             |
| Madagascar                     | 1 869             |

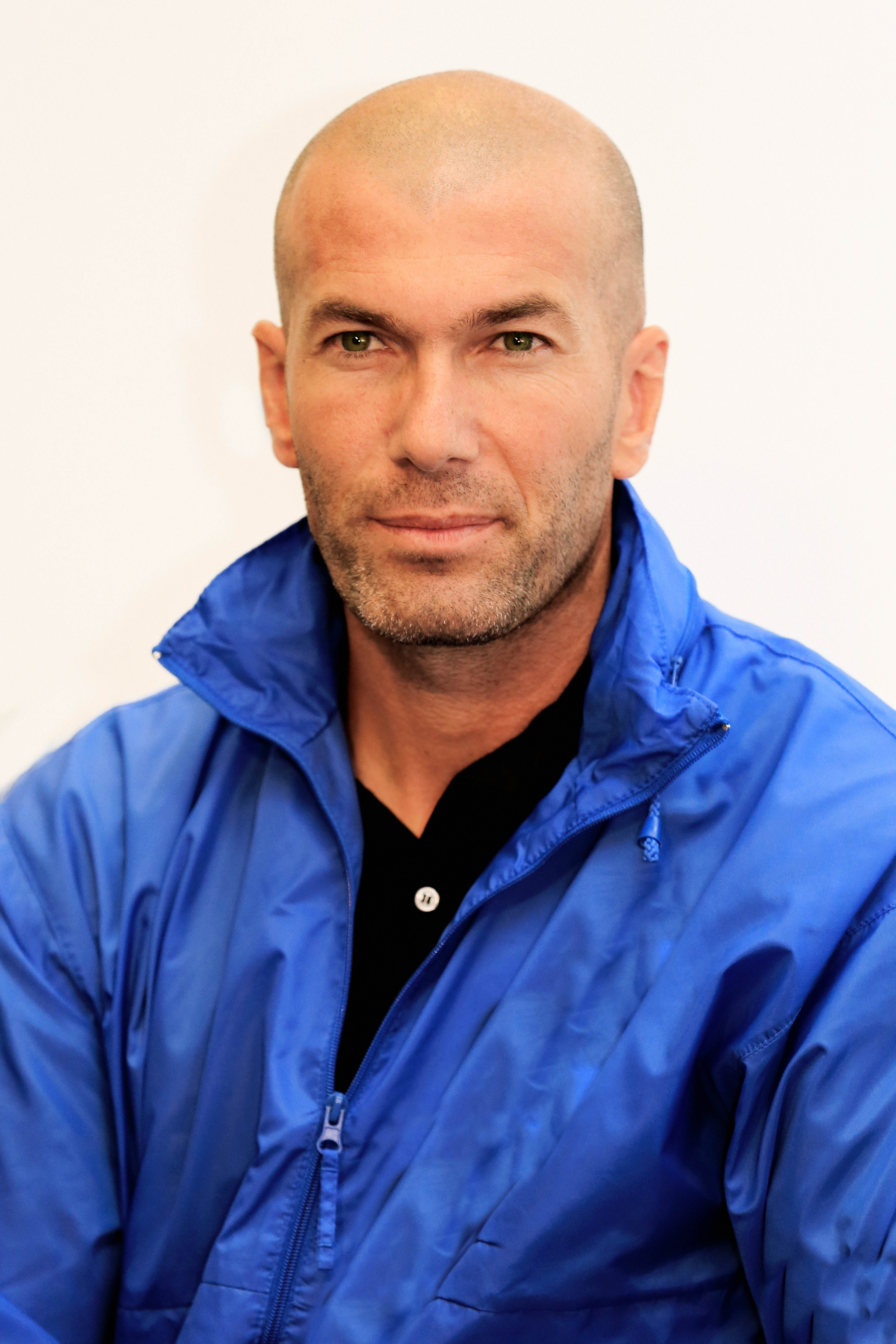
Zinedine Zidane, né à Marseille en 1972 de parents algériens.

Si l'immigration maghrébine était déjà présente avant la fin de la Seconde Guerre mondiale, c'est à partir des années 1950 qu'elle connait un fort accroissement. Au recensement de 1975, 60 % des étrangers sont d'origine maghrébine. La reprise économique, l'encouragement du gouvernement français à la venue de travailleurs algériens et les répercussions de la décolonisation favorisent leur arrivée. La plupart d'entre eux sont des Algériens qui migrent pour le travail ou pour fuir les événements de la guerre d'Algérie. Cette immigration est loin d'être homogène : aux côtés des Algériens, Marocains et Tunisiens s'ajoutent les réfugiés juifs et pieds-noirs qui arrivent également en grand nombre.

#### Immigrations nord-africaines
La majeure partie des immigrés algériens à Marseille sont berbères (Kabyles ou Chaouis) et s'installent souvent dans le centre-ville, où ils remplacent les précédentes vagues migratoires, ainsi que dans les bidonvilles au nord d'une ville qui ne peut tous les accueillir. Ceux-ci seront vite remplacés par des cités destinées à l'origine à n'être que provisoires, avant d'être délaissées par les pouvoirs publics et où nombre d'entre eux vivent encore aujourd'hui. Les Algériens et leurs descendants représenteraient, en 2017, environ 300 000 personnes,.
Les Pieds-Noirs représentent au moment de l'indépendance algérienne une population d'environ un million de personnes. En quelques mois en 1962, 450 000 d'entre eux gagnent Marseille, dont environ 100 000 s'y installera durablement. Ils font face à une certaine hostilité des pouvoirs publics et d'une partie de la population.
À la suite des Accords d'Évian en mars 1962, la presque totalité des 150 000 juifs d'Algérie prend le large vers la métropole. Partis comme la majorité des Français d'Algérie en catastrophe, ils bénéficient comme les autres rapatriés de la « solidarité nationale ». Ils se mêlent dans un premier temps à la masse des Pieds-Noirs avec lesquels ils se confondent. Marseille devient la principale porte d'entrée de ces migrants : plus de 80 % des nouveaux arrivants provenant de Tunisie, puis d’Algérie en 1962, sont passés par la ville. S'ils transitent parfois par Marseille avant de partir pour Israël ou le reste de la France, une grande partie s'y établit définitivement. Marseille voit alors sa population juive passer de 12 000 à 50 000 personnes après l'exode. La communauté israélite de Marseille s'élèverait à 70 000 ou 80 000 personnes en 2015, soit la troisième communauté juive d'Europe, après celles de Paris et de Londres,. La communauté Rom de Marseille croît également considérablement avec l'arrivée de rapatriés Roms depuis l'Algérie. L’estimation des Gitans rapatriés d’Afrique du Nord tourne autour des 3 000 personnes dans les années 1970.

#### Présence de la communauté gitane/Rom
Présents dès le XVe siècle en Provence, Marseille accueille au XVIe siècle  la plus forte population tsigane (alors dénommés Egyptiens), résidant dans le quartier du Panier, aux Accoules. La présence des Roms s'est encore amplifiée à Marseille en 1682 avec leur condamnation par le pouvoir royal à travailler aux galères du Port de Marseille. Dans les années 1950 et 1960 avec l'indépendance de l'Algérie de nombreux Gitans vont revenir à Marseille alors qu'ils avaient émigré en Algérie depuis l'Espagne. En 1974, environ 6 000 Gitans auraient résidé à Marseille, en faisant une des principales villes d'accueil de la communauté Rom en France. La communauté gitane se trouve en majorité dans les quartiers Nord de la Ville.

La région du fleuve Sénégal en Afrique de l'Ouest.

#### La région du fleuve Sénégal et les Comores
L'immigration noire-africaine à Marseille prend son essor dans les années 1970-1980. Elle est principalement issue de deux régions : les pays du fleuve Sénégal (Mali, Mauritanie, Sénégal, Guinée) et l'archipel des Comores. En 1997, la population noire-africaine des Bouches-du-Rhône est pour moitié composée de Comoriens et Sénégalais.
Les bateaux reliant Marseille aux comptoirs commerciaux d'Afrique de l'Ouest ont débarqué les premiers Noirs-Africains dans les années 1910, puis l'engagement des troupes coloniales aux côtés de la France dans les deux guerres mondiales va consolider la lente mise en place des couloirs migratoires entre Marseille et l'Afrique noire au début du XXe siècle. Pendant la Première Guerre mondiale, des marins d'AOF et d'AEF sont mobilisés pour l'effort de guerre, rejoints par les tirailleurs sénégalais et quelques groupes de clandestins. Si certains restent, le chômage qu'a entrainé la crise de 1929 pousse des inscrits africains à demander le rapatriement. Entre 1939 et 1945, 300 000 d'entre eux sont enrôlés pour libérer la France et transitent par le port de Marseille. À la fin du conflit, beaucoup s'installent dans la ville, la période de reconstruction leur assurant un travail et l'espoir de conditions de vie meilleures. Puis, les indépendances africaines dans les années 1950 et la signature d'accords sur la circulation de main-d'œuvre entre la France et ses anciennes colonies accélère le phénomène.
En 1964, on compte environ 10 000 Noirs-Africains à Marseille, en majorité de la région du fleuve Sénégal. Ils travaillent surtout dans les huileries, fonderies, tuileries et les compagnies maritimes. L'appartenance à la confession musulmane de cette nouvelle communauté permet, malgré quelques conflits, des relations apaisées avec les Maghrébins, notamment à Belsunce où la population noire-africaine s'accroit dans les années 1980. La sortie des mosquées devient un lieu d'échange, de partage et de négociations commerciales. Ainsi, la communauté noire-africaine s'exprime plus grâce à sa capacité à dépasser les barrières ethniques qu'à travers un repli communautaire basé sur la force du nombre. Les connexions et les réseaux ont ainsi été un élément décisif dans le passage de relais avec les Arabes.
La présence comorienne à Marseille est attestée dès les années 1940. À cette époque, ils travaillent principalement dans les métiers de la navigation (notamment celui de soutier). À partir de 1950, leur embauche diminue et ils s'orientent alors vers le métier de docker. Consécutivement à l'indépendance des Comores en 1975 et à la suite d'un contexte politique et socio-économique difficile sur l'île, une importante communauté comorienne s'installe également dans la ville, dans des proportions faisant de Marseille la « plus grande ville comorienne » devant la capitale Moroni, avec une population de 50 000 à 100 000 personnes selon des estimations de 2004, soit près de 10 % de la population marseillaise,,.

#### Immigration asiatique
Il faut remonter au début du XXe siècle pour trouver les traces d'une présence chinoise réelle mais discrète. L'histoire de cette émigration dans la région se confond globalement avec celle de l'émigration asiatique en France et ne débute vraiment qu'à partir des années 1980.
Cette immigration est surtout influencée par les événements de l'histoire contemporaine est-asiatique. Une première vague à la suite de la guerre d'Indochine, conduit un certain nombre de vietnamiens mariés à des français à s'installer dans la ville, au même titre que quelques pondichériens. À partir de 1949, ils fuient le régime communiste et les événements nationaux (Grand Bond en avant, Révolution culturelle, etc.). Dans les années 1980, nombre d'eux, surtout originaires de la diaspora sud-est-asiatique, s'installent dans la région marseillaise, chassés par les événements politiques de la péninsule. On peut donc distinguer les Chinois en provenance de Chine continentale des Asiatiques d'Asie du Sud-Est (Viêt Nam, Cambodge et Laos). Les premiers sont essentiellement des migrants économiques, ou bien des étudiants et des chercheurs. Dans le meilleur des cas, ils intègrent les entreprises privées de la région ou montent leur propre affaire, souvent dans l'import-export avec la Chine. Au pire, ils ouvrent un restaurant pour faire des économies et rentrer plus tard dans leur pays d'origine. Les autres fuient les répressions politiques de la péninsule indochinoise dans les années 1980, et certains d'entre eux séjournent temporairement dans des centres d'hébergements de La Crau et Martigues.
À Marseille, on parle plutôt d'une « constellation ethnique » que d'une véritable minorité ethnique chinoise. 8 à 900 Chinois d'Asie du Sud-Est cohabitent dans les années 1990 avec une centaine de Chinois continentaux. Contrairement à d'autres communautés chinoises en France et dans le monde, ceux de Marseille ne possèdent pas de Chinatown ; même si on remarque, à partir de cette décennie, un début de concentration dans le quartier de la rue de la République.

## Une ville multiculturelle

### La spécificité orientale
Les armoiries de la ville font directement référence au fait que Marseille était un port d'embarquement pour les croisades, et les contacts avec le monde islamique sont très anciens du fait notamment du commerce avec le Levant et l'Afrique du Nord. Ainsi, les négociants marseillais établissent au XVIe siècle des comptoirs commerciaux dans l'Empire Ottoman connus sous le nom d'Échelles du Levant. À la même époque, le négociant corso-marseillais Thomas Lenche établit en Afrique un comptoir dans la ville d'El Kala (dont le nom provient du provençal cala signifiant crique. On trouve à ce propos de nombreux toponymes provençaux sur les côtes d'Afrique du nord). C'est à partir de ces échanges avec l'Orient que le café et sa consommation sera introduit en France via les négociants marseillais. On retrouve par ailleurs de nombreux mots d'origine provençale dans le sabir parlé sur les côtes méditerranéennes. Le seul et unique dictionnaire imprimé de cette lingua franca sera produit en 1830 à Marseille. On rapporte également la présence d'un « cimetière des Turcs » dès le XVIIIe siècle, affecté aux Musulmans qui servaient sur les galères. Malgré ces échanges, la population musulmane à Marseille reste relativement faible jusqu'au début du XXe siècle. En 1826, l'Égyptien Rifa'a al-Tahtawi témoigne que « dans cette ville vivent beaucoup de chrétiens égyptiens et syriens qui ont quitté l'Égypte en même temps que les Français. Mais il est difficile d'y retrouver des musulmans ».
Dès le début du XIXe siècle, l'influence orientale sur la ville inspire beaucoup d'écrivains, comme Gustave Flaubert qui, en 1840, décrit Marseille comme « une jolie ville, » où « on y sent je ne sais quoi d’oriental ». À ce moment, Marseille devient un point de rencontre entre un Orient mystifié par l'orientalisme, source de richesse et de profusion, et un Occident transformé par l'industrialisation rapide et nécessitant une main d'œuvre étrangère importante. Toutefois, l'immigration depuis le Moyen-Orient et l'Afrique est quasiment inexistante avant l'arrivée des Arméniens au début du XXe siècle et ne prend réellement son essor qu'à partir des années 1960 avec l'immigration maghrébine, libanaise et comorienne. Enfin, si Marseille entretient des rapports millénaires avec l'Orient, elle reste traditionnellement une ville de culture occidentale et occitane.

### Relations entre les communautés

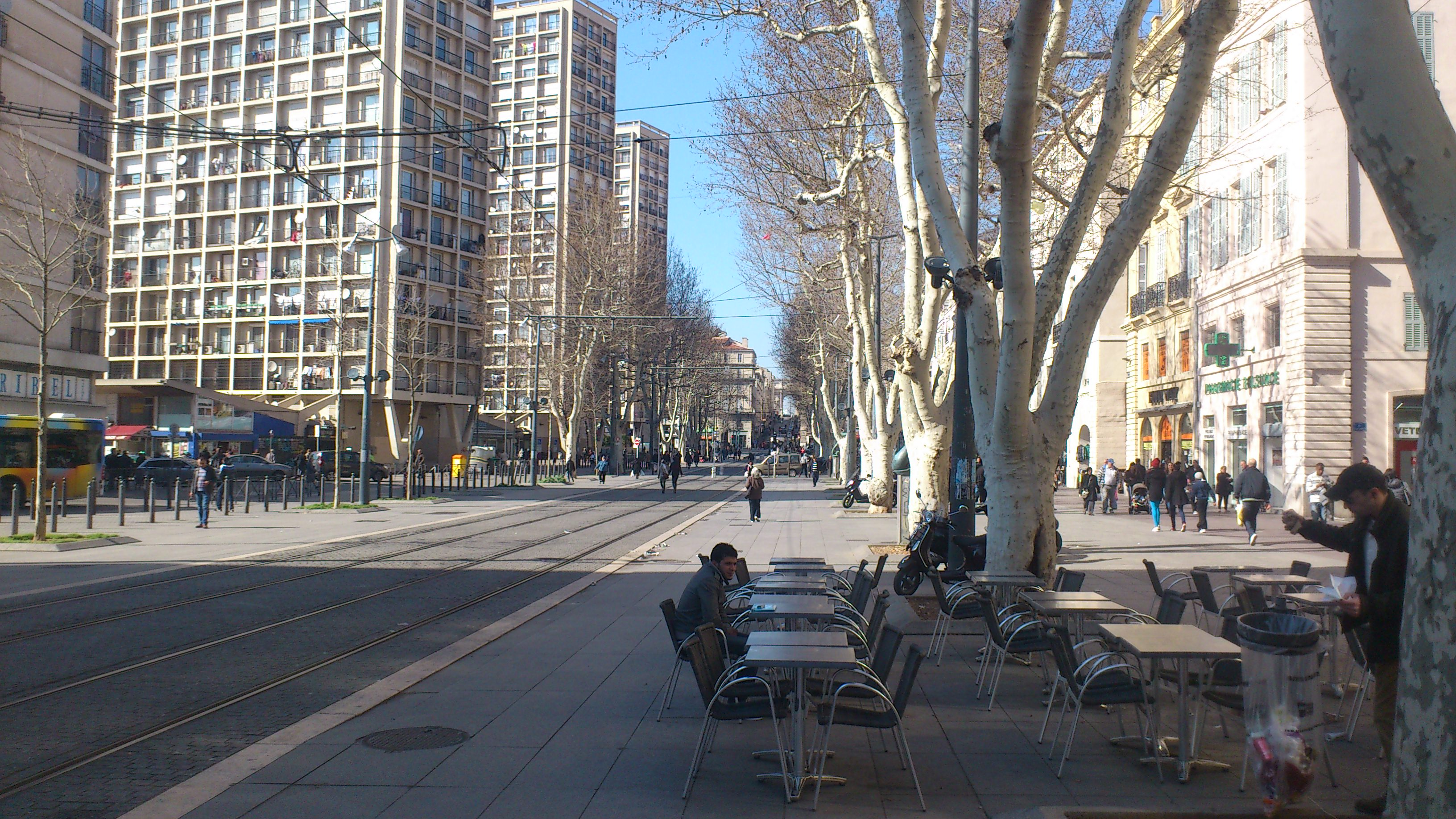
Le quartier de Belsunce où à partir des années 1970 se côtoient de nombreux Juifs maghrébins et musulmans.

Pour beaucoup d'observateurs étrangers, les rapports entre les communautés sont moins conflictuels à Marseille que dans le reste de la France,,. Selon l'historien Yvan Gastaut, « malgré les spécificités socioculturelles de chacun et l’attachement puissant de certaines de ces communautés à leurs traditions, la ville a toujours su absorber les nouveaux arrivants sans heurts, en faisant montre d’une grande tolérance, notamment en ce qui concerne la pratique des cultes » même si « les minorités intégrées sont restées fortement structurées autour de leurs références successives. ».
Le calme de Marseille face au reste de la France durant les émeutes urbaines de 2005 viendrait appuyer ces observations. Même si les causes de cette absence de trouble restent débattues, certains avancent que malgré l'attachement aux racines ethniques, l'appartenance marseillaise reste très forte, tout comme la proximité géographique entre des communautés qui se côtoient souvent quotidiennement. Cette théorie est appuyée par l'historienne américaine Maud S. Mandel qui décrit l'« histoire d'échanges harmonieux, voire conviviaux » entre Juifs et Arabes à Marseille par le rôle du port et du centre-ville. Ces quartiers ont vu se succéder différentes vagues de migrations et les différents groupes ethniques successifs ont pu s'y rencontrer. Par exemple, le quartier de Belsunce compte 35 % d'Arabes en 1975 alors que de nombreux Juifs y tiennent des commerces. Si cette situation n'est pas propre à Marseille et qu'un phénomène semblable se produit à Paris dans le quartier de Belleville, la crise du logement dans la ville fait que beaucoup d'immigrants restent plus longtemps que prévu dans leur logement d'arrivée. Aujourd'hui encore, le 13e arrondissement abrite une importante communauté juive, notamment à La Rose et Malpassé où ils vivent depuis de nombreuses années à proximité de quartiers à dominante musulmane. Ces quartiers comportent plusieurs écoles juives, dont une au milieu de la cité Frais-Vallon, majoritairement composée de populations d'origine maghrébine et comorienne.
D'un autre côté, l'extrême-droite, et particulièrement le Front national, dont la ligne politique s'oppose au multiculturalisme,, réalise souvent des scores électoraux importants à Marseille, dépassant même les 20 % lors des élections municipales de 1995 et 2014. L'histoire de Marseille a aussi été marquée par des poussées singulières de violences racistes : les attaques contre les Mamelouks de 1815, les Vêpres marseillaises de 1881 contre les Italiens, l'accueil inamical des pieds-noirs par les autorités locales en 1962, le maire Gaston Defferre les invitant à « se réadapter ailleurs », ou les ratonnades de 1973 envers les Algériens. Les tensions ont plus récemment été ravivées par l'affaire Ibrahim Ali en 1995, un jeune Comorien tué par des colleurs d'affiches du Front National. Jean-Louis Planche évoque l'existence, dans les villes du pourtour méditerranéen, d'un « racisme de Méditerranée » de nature singulière. Il le définit par un « racisme de cohabitation et de voisinage » entre des peuples qui se côtoient parfois depuis des siècles et qui se mêlent les uns aux autres dans les quartiers, les commerces et les affaires. Si l'amitié existe entre voisins, compagnons de chantier ou de parti, les populations restent toutefois enfermées dans l'assurance que leur offre leur communauté ethnique, où ils retrouvent leur religion, leurs traditions, et l'entraide. Chacun, ajoute Planche, « est alors pour son voisin le danger le plus familier. »

### Langue
Le parler marseillais, une variante locale du français, apparait au XIXe siècle à une époque où une grande partie des habitants parlent encore le provençal et doit s'accommoder de l'imposition du français en province. Si, aujourd'hui, 90 % du dialecte marseillais viendrait du provençal, le vocabulaire s'est enrichi des vagues d'immigration successives, notamment italienne, ainsi que de quelques mots d'arabe, de pataouette et de vocabulaire gitan.
Les Juifs de Provence sont à l'origine d'une langue, le shuadit, mêlant hébreu et provençal. Le premier texte connu écrit dans cette langue provient du rabbin Isaac ben Abba Mari de Marseille dans son œuvre Ittur, écrite entre 1170 et 1193. Parlée parmi les Juifs du Pape et de Provence, elle est à l'origine d'une littérature importante malgré son faible nombre de locuteurs. Le shuadit commence à décliner à l'époque moderne du fait de l’Inquisition, mais aussi de l’Émancipation des Juifs qui éparpille dans tout le territoire français les communautés juives réfugiées jusque-là dans le Comtat-Venaissin. La langue est désormais éteinte depuis le décès de son dernier locuteur, l'écrivain Armand Lunel en 1977. Le judéo-arabe, la langue des Juifs d'Afrique du nord, est encore parlé dans les années 2010 par une poignée de personnes à Marseille.

## La vie des migrants à Marseille

### Quartiers
Les quartiers populaires du centre-ville comme Noailles, Belsunce et le Panier, qu'ont occupé beaucoup de ces nouveaux entrants à leur arrivée quel que soit l'époque, sont restés multiculturels par essence, avec leurs magasins et restaurants italiens, corses, portugais, espagnols, algériens, marocains, tunisiens, libanais, etc.
Belsunce est un point d'entrée et de passage presque obligé pour les minorités étrangères. Dans les années 1970, le quartier devient une place commerciale maghrébine, où des populations de toutes origines forment un réseau local et international d'échanges économiques, parfois informels.

### Insertion sociale et économique
Au cours du XIXe siècle, l'immigration juive change la composition de la communauté marseillaise. La plupart d'entre eux sont étrangers à la fin du XIXe siècle, d'origine algérienne et « levantine » surtout. Depuis leur admission à la citoyenneté française en 1791, les Israélites ont la possibilité d'exercer tous les métiers. En général, ils connaissent une certaine progression sociale et la judaïcité est relativement aisée à Marseille. La plupart occupe une profession économique supérieure, ou bien les métiers de commerçant, d'employé ou d'artisan.
À Belsunce, on assiste à partir des années 1970 à la création des réseaux de commerce internationaux qui exportent des voitures, des textiles et autres équipements électroniques depuis l'Europe vers les pays en développement. Les voitures, par exemple, viennent de Belgique et d'Allemagne, puis sont remises en état et exportées depuis Marseille vers le Maghreb, l'Afrique noire ou l'Europe de l'Est. De nombreuses communautés participent à ces échanges (Pieds-noirs, Libanais, Turcs, etc.) et y intègrent leurs propres réseaux. À la fin des années 1980, Belsunce acquiert le statut de « dispositif commercial connecté aux réseaux mondiaux des économies souterraines. » Mais ce phénomène ne peut être confondu avec les mafias qui font circuler des produits dont l'usage est interdit. Si les produits des entrepreneurs de Belsunce arrivent en passant les frontières souvent en dehors des règlements, ce sont des marchandises d'usage commun et légales, mais rares dans les pays pauvres.

### Vie politique et associative
Dans l'entre-deux-guerres, seul un quart des immigrants italiens sont naturalisés et peu s'engagent dans la politique. Le cas d'Henri Tasso, fils d'immigré italien et maire de la ville, est une exception. À l'époque, l'attachement communautaire est important chez les Corses comme chez les Italiens. Dans le Vieux-Marseille, où les deux communautés dominent, la majorité des votes vont au corse Simon Sabiani, et une part non négligeable aux Socialistes, à condition de présenter un candidat corse.
Depuis les années 1970-1980, une importante vie associative s'est développée autour des immigrés comoriens : aujourd'hui, plus de 500 associations reconstitue la vie des cantons comoriens pour cette partie de l'immigration à Marseille. La FECOM (Fédération des Comoriens de Marseille) se substitue ainsi quasiment aux fonctions d'un service consulaire.

### Migrations et délinquance
Comme New York et sa mafia italienne, l'histoire du milieu marseillais est liée à l'histoire des migrations à Marseille : italiennes, corses, puis maghrébines.
Dès la fin du XIXe siècle, les « nervis » sont associés à l'immigré transalpin, stigmatisé alors dans une ville où se forge le stéréotype de « l'Italien manieur de couteau ». Cette surreprésentation italienne dans la criminalité de l'époque s'expliquerait par une démographie plus criminogène (jeunesse, masculinité, célibat), le fait qu'ils évoluent souvent dans les catégories les plus populaires de la ville et le contexte politico-social difficile qui favorise l'alcoolisme et la violence dans le monde ouvrier.
Comme les Italiens, les Corses sont attachés aux valeurs patriarcales de la famille et du village. Quittant la misère des campagnes pour une ville trop grande et pour eux inquiétante, ils se réfugient souvent vers le système traditionnel du clan qu'ils reconstituent. Aujourd'hui encore, le néo-banditisme de cité, originaire des quartiers les plus défavorisés de la ville, puise dans les difficultés socio-économiques d'une jeunesse souvent issus de l'immigration africaine pour y recruter leur main d'œuvre.

## Diversité des migrations

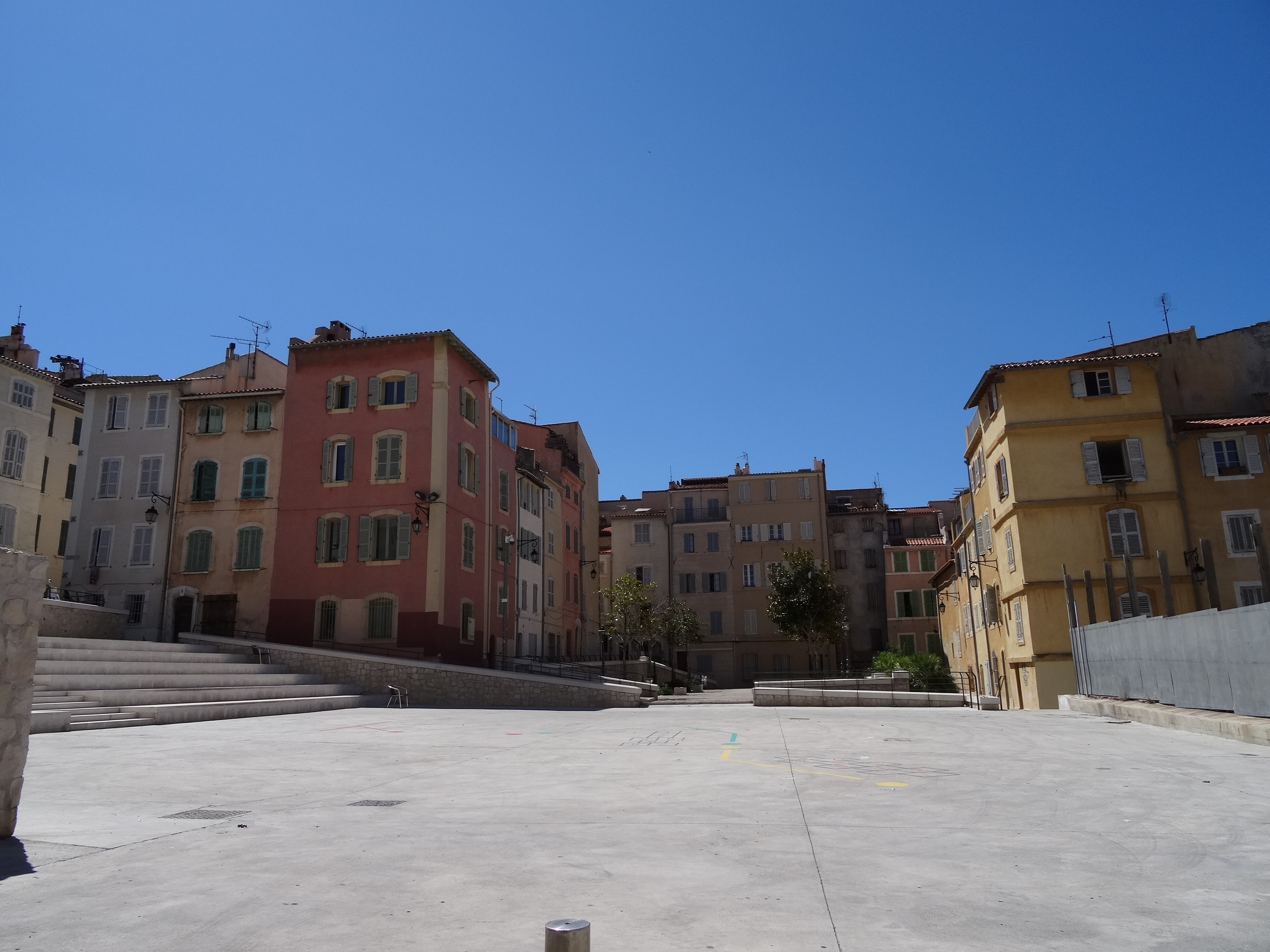
Le Panier, à l'image d'autres quartiers comme Noailles et Belsunce, a accueilli toutes les vagues d'immigration successives à partir du XIXe siècle.

### Un véritablemelting pot
Depuis le milieu du XIXe siècle, les vagues successives d'immigrations qui se sont succédé à Marseille ont formé un véritable melting pot.
Les diversités sont d'abord géographiques. Les Européens du Sud arrivent entre la fin du XIXe siècle et le début du XXe : Grecs, Italiens, Espagnols, Corses ; viennent ensuite les populations « orientales » (du Maghreb au Caucase) : Arméniens dans les années 1920, puis Arabes, Juifs, Pieds-Noirs ; quelques asiatiques des anciennes colonies et comptoirs des Indes, puis enfin la vague sub-saharienne, majoritairement comorienne et sénégalaise.
La pluralité est également religieuse, avec un nombre important de populations traditionnellement chrétiennes (Italiens, Français, Pieds-Noirs et Corses catholiques, Russes et Grecs orthodoxes, Arméniens), mais aussi musulmanes (Maghrébins, Comoriens, Sénégalais) et juives.
Le cosmopolitisme s'étend même jusqu'au sein des communautés. Depuis la Guerre d'Algérie et l'arrivée de nombreux Juifs séfarades, ce groupe représente la majorité de la communauté israélite de Marseille, aux côtés d'autres comme les Juifs provençaux, les Ashkénazes, les Juifs orientaux ou les Juifs alsaciens.
Dans les quartiers entourant le Vieux-Port, au Panier ou à Belsunce, comme sur les quais, cette diversité est présente bien avant le début des grandes vagues migratoires, et l'on pouvait y rencontrer toutes les nationalités du monde, surtout à la fin du XIXe siècle.

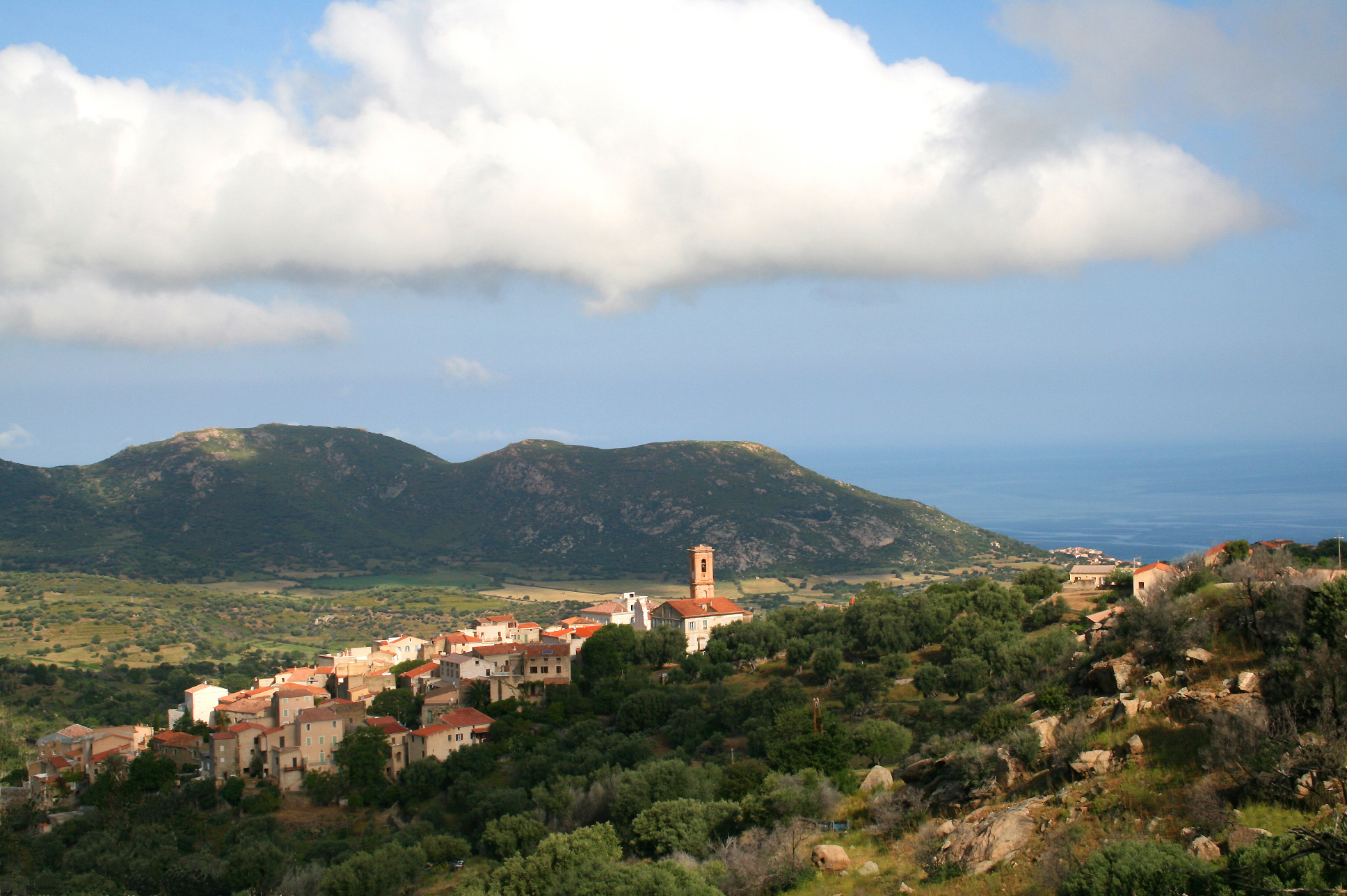
Beaucoup de migrants quittent des régions pauvres et agricoles comme la Corse, les Alpes provençales ou l'Italie de la fin du XIXe siècle. Ici, le village d'Aregno en Corse.

### Causes des migrations
Pour beaucoup de ces migrants, les raisons du départ sont économiques. Ils quittent des régions pauvres et agricoles comme la Corse, les Alpes provençales ou l'Italie de la fin du XIXe siècle, ou bien sont appelés par la France pour nourrir la main d'œuvre, comme les Espagnols ou les Algériens. Les Comoriens quittent leur pays à la suite d'un contexte politique et socio-économique instable sur l'île après l'indépendance de 1975.
Certains sont des réfugiés de guerre ou de persécutions, à l'image des Arméniens qui fuient le génocide, ou des Juifs et Pied-Noirs rapatriés à la fin de la Guerre d'Algérie. Ces arrivées massives de réfugiés ont posé d'importantes difficultés de logements à leurs époques respectives. À l'arrivée des Arméniens dans les 1920, la ville n’avait jamais accueilli autant de réfugiés en si peu de temps, à l’exception de la période de guerre qui venait de s'achever. Dans les années 1960, lors du rapatriement des Pieds-Noirs d'Algérie, nombreux sont ceux réduits à dormir dans des bidonvilles et autres « îlots insalubres ».
Marseille est également une ville de départ pour de nombreux voyageurs, colons et autres réfugiés quittant l'Europe pour le reste du monde. Parmi eux, un certain nombre d'auteurs romantiques comme Arthur Rimbaud, Stendhal ou Gustave Flaubert y font escale avant de partir pour l'Orient. Pendant les conflits du début du XXe siècle, beaucoup de réfugiés européens y transitent pour fuir les combats ou les persécutions. Durant la Seconde Guerre mondiale, les artistes surréalistes se cachent par exemple dans la Villa Air-Bel à Marseille pour fuir l'avancée des Allemands, avant de prendre un bateau pour le large.

## Données statistiques

### Évolution des communautés au cours des migrations
Ce tableau permet de rendre compte de l'importance des vagues successives d'immigration à Marseille, du cosmopolitisme de la ville, ainsi que de la présence ancienne de certaines communautés. Les pourcentages sont rapportés au nombre total d'habitants de la ville à ce moment :
| Communauté                                                       |         | Du Moyen Âge au XVIIe siècle                | XVIIIe siècle                                 | XIXe siècle                                                                        | début du XXe siècle                                            | seconde moitié du XXe siècle                                                         | XXIe siècle                                                                   |
| ---------------------------------------------------------------- | ------- | ------------------------------------------- | --------------------------------------------- | ---------------------------------------------------------------------------------- | -------------------------------------------------------------- | ------------------------------------------------------------------------------------ | ----------------------------------------------------------------------------- |
| Provençaux, Languedociens, Dauphinois, Alsaciens, Lorrains, etc. |         |                                             | immigration depuis l'arrière-pays marseillais | immigration provençale importante, immigration de Lorrains et Alsaciens après 1870 |                                                                |                                                                                      |                                                                               |
|                                                                  | % total |                                             |                                               |                                                                                    |                                                                |                                                                                      |                                                                               |
| Italiens                                                         |         |                                             | 5 à 6000 à la fin du XVIIIe siècle            | 16 000 (1851)                                                                      | 127 000 (1934)                                                 |                                                                                      | environ 300 000 (2005)                                                        |
|                                                                  | % total |                                             | 5 %                                           | 8 %                                                                                | 15 %                                                           |                                                                                      | 35 %                                                                          |
| Maghrèbins (Algériens, Tunisiens et Marocains)                   |         |                                             |                                               |                                                                                    | 9 500 Algériens (1936)                                         | 100 000 (1968)                                                                       | environ 200 000 (2005)                                                        |
|                                                                  | % total |                                             |                                               |                                                                                    | 1 %                                                            | 7 %                                                                                  | 25 %                                                                          |
| Corses                                                           |         | —                                           | Quelques notables                             | Présence faible                                                                    | 25 000 (1936) à 60 000 (1932)                                  | environ 100 000 (1960)                                                               | environ 200 000 (2015)                                                        |
|                                                                  | % total | —                                           | —                                             |                                                                                    | entre 3 et 7 %                                                 | 12 %                                                                                 | 25 %                                                                          |
| Pieds-Noirs                                                      |         | —                                           | —                                             | —                                                                                  |                                                                | environ 100 000 (années 1960)                                                        |                                                                               |
|                                                                  | % total | —                                           | —                                             | —                                                                                  |                                                                | 12 %                                                                                 |                                                                               |
| Arméniens                                                        |         | Quelques négociants du XIVe au XVIIe siècle | —                                             | —                                                                                  | 60 000 migrants, au moins 20 000 sont restés                   | environ 50 000 (années 1980)                                                         | entre 80 000 et 100 000 (2015),                                               |
|                                                                  | % total | —                                           | —                                             | —                                                                                  | 2 %                                                            |                                                                                      | 10 %                                                                          |
| Juifs                                                            |         | 2 000 avant la Peste_noire puis 1 000       | Expulsés de 1501 à 1791                       | 2 500 vers 1860                                                                    | estimation à environ 30 000, dont 8 000 Juifs étrangers (1941) | 65 000 dans les années 1970                                                          | 70 000 à 80 000[réf. à confirmer]                                             |
|                                                                  | % total | 10 %                                        | —                                             | 1 %                                                                                | 3 %                                                            | 7 %                                                                                  | 8 à 9 %                                                                       |
| Comoriens                                                        |         | —                                           | —                                             | —                                                                                  | Présence de quelques soutiers                                  | Immigration comorienne                                                               | 50 à 100 000 immigrés et descendants (2013), 30 000 à 50 000 migrants en 2005 |
|                                                                  | % total | —                                           | —                                             | —                                                                                  | —                                                              |                                                                                      | environ 10 %                                                                  |
| Espagnols                                                        |         | —                                           | —                                             |                                                                                    | 20 000 (1932)                                                  | 11 000 (1968) (étrangers seulement)                                                  |                                                                               |
|                                                                  | % total | —                                           | —                                             |                                                                                    | 2,5 %                                                          | 1,3 % (étrangers seulement)                                                          |                                                                               |
| Noirs-Africains (Mali, Mauritanie, Madagascar, Sénégal, Guinée)  |         | —                                           | —                                             | —                                                                                  | Présence faible                                                | ~10 000 (1964)                                                                       | 15 000 (2015)                                                                 |
|                                                                  | % total | —                                           | —                                             | —                                                                                  |                                                                | 1,2 %                                                                                | 1,8%                                                                          |
| Grecs                                                            |         | —                                           | Quelques négociants                           | entre 500 et 800                                                                   | 5 000 (1932) et 6 000 migrants, dont 600 restent               |                                                                                      |                                                                               |
|                                                                  | % total | —                                           | —                                             |                                                                                    | 0,6 %                                                          |                                                                                      |                                                                               |
| Russes                                                           |         | —                                           | —                                             |                                                                                    | 5 000 (1932)                                                   |                                                                                      |                                                                               |
|                                                                  | % total | —                                           | —                                             |                                                                                    | 0,6 %                                                          |                                                                                      |                                                                               |
| Suisses                                                          |         | —                                           | 11 foyers à la fin du XVIIIe siècle           | 15 000 à 20 000                                                                    | 1 600 (1931)                                                   |                                                                                      |                                                                               |
| Kurdes                                                           |         |                                             |                                               |                                                                                    |                                                                |                                                                                      | 15 000 (2024)                                                                 |
|                                                                  | % total | —                                           | —                                             | entre 5 et 10 %                                                                    | 0,2 %                                                          |                                                                                      |                                                                               |
| Chinois                                                          |         | —                                           | —                                             | —                                                                                  | Présence faible                                                | environ 1000 (1995)                                                                  |                                                                               |
|                                                                  | % total |                                             |                                               |                                                                                    |                                                                | 0,1 %                                                                                |                                                                               |
| Roms, Gitans                                                     |         |                                             |                                               |                                                                                    |                                                                | 800 familles en 1967 et 6 000 personnes en 1974 à la suite du rapatriement d'Algérie |                                                                               |
|                                                                  | % total | —                                           | —                                             | —                                                                                  | —                                                              | 0,8 %                                                                                |                                                                               |

### Place des communautés dans le monde

#### Place des communautés marseillaises dans leurs populations respectives
|           | Population à Marseille  | Total de la communauté mondiale | Pourcentage de la communauté mondiale |
| --------- | ----------------------- | ------------------------------- | ------------------------------------- |
| Arméniens | Entre 80 000 et 100 000 | 6 000 000                       | ~1,5 %                                |
| Italiens  | 300 000                 | 140 000 000                     | 0,2 %                                 |
| Juifs     | 70 000 à 80 000         | 13 800 000                      | 0,5 à 0,6 %                           |

Les Juifs forment environ 9 % de la population marseillaise, presque 6 % de la population juive européenne et 0,5 à 0,6 % de la population juive mondiale.

#### Comparaison avec d'autres villes du monde
| Ville                  | Pays           | Nombre d'hab.           | Rang de la communauté dans le monde |
| ---------------------- | -------------- | ----------------------- | ----------------------------------- |
| Comoriens de Marseille |                | 50 à 100 000            | 1 (monde), 1 (Europe)               |
| Moroni (capitale)      | Comores        | 54 000                  | 2                                   |
| Juifs de Marseille     |                | 70 000 à 80 000         | ~25 (monde), 3 (Europe)             |
| Tel-Aviv               | Israël         | 3 120 000 Juifs         | 1                                   |
| New York               | États-Unis     | 2 100 000 Juifs         | 2                                   |
| Paris                  | France         | 283 000 à 350 000 Juifs | 12                                  |
| Arméniens de Marseille |                | 80 000 à 100 000        | 3 (monde), 1 (Europe)               |
| Erevan (capitale)      | Arménie        | 1 000 000               | 1                                   |
| New York               | États-Unis     | 150 000 Arméniens       | 2                                   |
| Italiens de Marseille  |                | 300 000                 | ?                                   |
| Rome (capitale)        | Italie         | 2 800 000               | 1                                   |
| Corses de Marseille    |                | 100 000 en 1960         | 1 (monde), 1 (Europe)               |
| Ajaccio                | Corse (France) | 66 000                  | 2?                                  |

### Données récentes
En 2008, la ville compte selon l'INSEE 108 392 immigrés soit 12,7 % de sa population (dont 2,2 % nés en Europe et 10,5 % nés hors d'Europe, principalement au Maghreb).
Par ailleurs pour la démographe Michèle Tribalat, en 1999 41,8 % des jeunes de moins de 18 ans avaient au moins un parent immigré (dont 23 % d'origine maghrébine, subsaharienne ou turque). Cette proportion dépassait les 50 % (dont 40 % d'origine Algérienne) en 2005 dans les trois premiers arrondissements de la ville,.

### Immigrations à Marseille
- Pascal Blanchard (dir.) et Gilles Boëtsch (dir.), Marseille, porte Sud : 1905-2005, Paris/Marseille, la Découverte / J. Laffitte, 2005, 239 p. (ISBN 2-7071-4575-0)
- Yvon Gastaut (dir.), Histoire et mémoire des immigrations en région PACA, 2008
- Stéphane Mourlane (dir.) et Céline Regnard (dir.) (postface Laurent Muchielli), Les batailles de Marseille : Immigration, violences et conflits, Aix-en-Provence, Presses universitaires de Provence, coll. « Le temps de l'histoire », 2013, 182 p. (ISBN 978-2-85399-864-2)« Les batailles de Marseille, Immigration, violences et conflits », sur telemmig.hypotheses.org, 18 décembre 2012, présentation.
- Émile Témime (dir.), Histoire des migrations à Marseille — 4 volumes, Edisud, 1989-1991.
  - Histoire des migrations à Marseille, t. 1 : La préhistoire de la migration (1482-1830), Aix-en-Provence, Édisud, 1989, 181 p. (ISBN 2-85744-431-1)
  - Histoire des migrations à Marseille, t. 2 : L'expansion marseillaise et l'invasion italienne (1830-1918), 1990
  - Histoire des migrations à Marseille, t. 3 : Le cosmopolitisme de l'entre-deux-guerres (1919-1945), 1990 (ISBN 978-2-85744-491-6)
  - Histoire des migrations à Marseille, t. 4 : Le choc de la décolonisation (1945-1990), 1991, 224 p. (ISBN 978-2-85744-525-8)
- Émile Témime, Marseille-transit : Les passagers de Belsunce, Autrement, 1995
- Émile Témime, « L’immigration à Marseille au XXe siècle », Historiens et géographes, no 384,‎ octobre-novembre 2003, p. 309-320
- Jean Viard, Marseille, ville impossible, Paris, Payot, 1995

### L'Europe du Sud
- Blanc (Catherine), Une nourrice piémontaise à Marseille : Souvenirs d’une famille d’immigrés taliens, Forcalquier, Alpes de lumière, 2004.
- Dottori (Marcel), Histoire d’une migration : la migration toscane dans les quartiers Nord- littoral de Marseille 1906-1936, thèse de doctorat en histoire contemporaine, Université de Nice, 2006.
- Faidutti-Rudolph (Anne-Marie), L’immigration italienne dans le Sud-est de la France, Étude géographique, Gap, Ophrys, 1964.
- Milza (Pierre), (dir.) : L’émigration italienne en France dans les Années Vingt, éditions du CEDEI, 1988.
- Stéphane Mourlane et Céline Regnard, Empreintes Italiennes : Marseille et sa région, Lyon, Lieux dits, 2013, 133 p. (ISBN 978-2-36219-077-3)
- Sportiello (Anne) : Les pêcheurs du vieux port, éditions Jeanne Laffitte, Marseille, 1981.
- E. Timine, « Les Espagnols dans le Sud-Est de la France de 1861 à 1936. Etude spécifique du cas de Marseille », Ethnologie française,‎ ? (lire en ligne)

### L'Europe de l'Est, le Caucase et les Balkans
- Erato Paris, « Les Grecs de Marseille dans la deuxième moitié du XIXe siècle : une perspective nationale et transnationale », Revue européenne de migrations internationales, vol. 17,‎ 2001, p. 23-42 (DOI 10.3406/remi.2001.1793, lire en ligne, consulté le 4 novembre 2015)
- Émile Temime, « Les Arméniens à Marseille. Des années vingt à aujourd’hui », Hommes et Migrations, no 1265,‎ 2007 (lire en ligne)

### L'Afrique sub-saharienne
- Karima Direche-Slimani et Fabienne Le Houérou, Les Comoriens à Marseille : d’une mémoire à l’autre, Paris, Autrement, 2002, 222 p. (ISBN 978-2-7467-0148-9)
- Brigitte Bertoncello, Sylvie Bredeloup, Les colporteurs africains à Marseille, Paris, autrement, 2004.
- Daouda Koné, « Noirs-Africains et Maghrébins ensemble dans la ville », Revue européenne de migrations internationales, vol. 11,‎ 1995, p. 99-114 (DOI 10.3406/remi.1995.1445, lire en ligne, consulté le 18 novembre 2015)

### Le Proche-Orient et l'Asie de l'Est
- Ces Marseillais venus d'Orient. L'immigration libanaise à Marseille aux XIXe et XXe siècles, KARTHALA Editions, 16 novembre 2010, 264 p. (ISBN 978-2-8111-3316-0, lire en ligne)
- Barbara Baille, « Chinois de Marseille », Revue européenne de migrations internationales, vol. 11,‎ 1995, p. 115-124 (DOI 10.3406/remi.1995.1447, lire en ligne, consulté le 5 novembre 2015)